# یوحنان آهارونی
یوحَنان آهارونی (به عبری: יוחנן אהרוני) (۷ ژوئن ۱۹۱۹م. - ۹ فوریه ۱۹۷۶م) باستان‌شناس و جغرافی‌دان تاریخی اسرائیلی، وی رئیس گروه مطالعات خاور نزدیک و رئیس مؤسسه باستان‌شناسی در دانشگاه تل آویو بود.

## زندگی
آهارونی در ۷ ژوئن ۱۹۱۹م. در خانوادهٔ آرونهایم در آلمان به دنیا آمد و در سال ۱۹۳۳م. به فلسطین تحت قیمومیت مهاجرت کرد. او در مدرسهٔ عبری رئالی در حیفا و سپس در مدرسه کشاورزی میکوِه اسرائیل تحصیل کرد. او با میریام گراس ازدواج کرد و عضو کیبوتص آلونیم شد.

## حرفه
آهارونی در دانشگاه عبری اورشلیم در رشتهٔ باستان‌شناسی تحصیل کرد و در سال ۱۹۵۴م. در همان‌جا شروع به تدریس کرد. در سال ۱۹۶۶م. استاد دانشگاه شد. و در سال ۱۹۶۸م. به دانشگاه تل آویو نقل مکان کرد و رئیس گروه مطالعات خاور نزدیک و رئیس مؤسسه باستان‌شناسی شد.
او در کاوش‌های بسیاری از جمله رامت راچل، تل آراد، بئرشبع، تل هازور و تل لاچیش شرکت داشت. علاوه بر این، او در راب
طه با راه‌های باستانی در صحرای نِگِب مطالعه کرد و در کشف غارهای بار کوخبا در حین بررسی و حفاری منطقهٔ دریای مرده در سال ۱۹۵۳م. شرکت داشت.

## انتشارات
آهارونی شش کتاب، علاوه بر مقالات متعددی که در مجلات باستان منتشر کرد، نگاشته‌است:
- سرزمین کتاب مقدس: یک جغرافیای تاریخی (۱۹۶۷م); نسخه اصلی عبری: «سرزمین اسرائیل در دوران کتاب مقدس - جغرافیای تاریخی»، مؤسسه بیالیک (۱۹۶۲)
- بِئر-شبای اول: حفاری در تل بِئر-شبا، ۱۹۷۱–۱۹۶۹م. (۱۹۷۳م)
- تحقیقات در لاچیش: پناهگاه و محل سکونت (۱۹۷۵م)
- کتیبه‌های آراد با جوزف ناوه (۱۹۸۱م) - نسخه انگلیسی
- اطلس کتاب مقدس مک میلان با مایکل آوی یونا (۱۹۹۳م)
- اطلس کتاب مقدس کارتا (۲۰۰۲م)